# San Felipe (Mexico)
31°1′33.665″N 114°50′10.720″V / 31.02601806°N 114.83631111°V
 For alternative betydninger, se San Felipe. (Se også artikler, som begynder med San Felipe)
San Felipe er en by i den mexikanske delstat Baja California. Byen befinder sig i kommunen Mexicali ved Cortezhavet og havde, ved folketællingen i 2005, et indbyggertal på 14 831. San Felipe befinder sig omtrent 200 kilometer syd for grænsen mod USA.